# Johann Rabie
Johann Rabie, né le 8 mars 1987 à Montagu, est un coureur cycliste sud-africain.

## Palmarès
- 2005
  - Circuit de la Région wallonne
  - 2e du Trofee der Vlaamse Ardennen
- 2007
  - Étoile de l'Océan Indien
  -  Médaillé d'argent du championnat d'Afrique sur route
- 2008
  - 2e du championnat d'Afrique du Sud du contre-la-montre espoirs
  - 2e du championnat d'Afrique du Sud sur route espoirs
- 2009
  - 2e du Tour du Cap II
  - 3e du Tour du Cap I
  - 3e du championnat d'Afrique du Sud du contre-la-montre espoirs
  - 3e du championnat d'Afrique du Sud sur route espoirs
- 2010
  - 2e étape du Jelajah Malaysia
  - Dome 2 Dome Roadrace
- 2011
  - 1re étape du Tour du Maroc
  - 2e du Tour d'Afrique du Sud
  - 3e du Tour du Maroc
- 2012
  - Amashova National Classic
  - 3e du championnat d'Afrique du Sud du contre-la-montre
  - 3e du championnat d'Afrique du Sud sur route
- 2013
  - 3e du championnat d'Afrique du Sud du contre-la-montre
  - 3e du championnat d'Afrique du Sud sur route

## Classements mondiaux
| Année           | 2008 | 2009 | 2010 | 2011 | 2012 | 2013 |
| --------------- | ---- | ---- | ---- | ---- | ---- | ---- |
| UCI Africa Tour | 12e  | 14e  |      | 9e   | 61e  | 75e  |
| UCI Asia Tour   | 269e | 183e | 108e | 251e |      |      |